# Margaret Mead
Pour les articles homonymes, voir Mead.
Margaret Mead, née le 16 décembre 1901 à Philadelphie et morte le 15 novembre 1978 à New York, est une anthropologue américaine.
Formée à l'université Columbia par Franz Boas, Margaret Mead contribue à populariser l'anthropologie culturelle aux États-Unis et dans le monde occidental. Figure centrale de la deuxième vague féministe, ses travaux portent notamment sur le rapport à la sexualité dans les cultures traditionnelles de l'Océanie et du sud-est asiatique et sur la division sexuelle du travail.
Son travail sur la sexualité des Samoans publié sous le titre d'Adolescence à Samoa est un best-seller et devient l’étude la plus citée dans les débats concernant l’éducation, la sexualité et l’adolescence, malgré des critiques récentes sur les préjugés concernant la sexualité des Polynésiens. Dans le contexte de la révolution sexuelle des années 1960, Margaret Mead s'exprime en faveur d'une ouverture des mœurs sexuelles au sein de la vie traditionnelle religieuse occidentale.

## Biographie

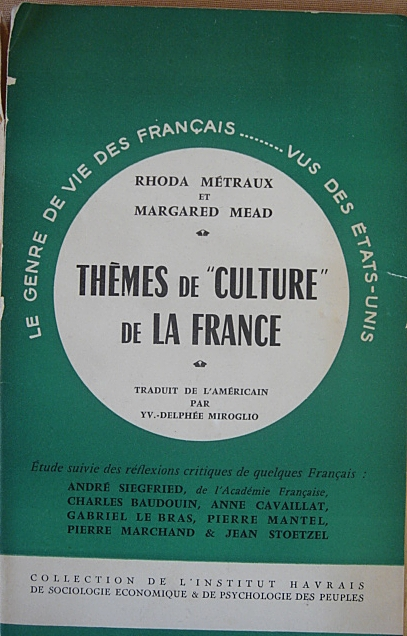
Une étude d'anthropologie sociale de la France en 1954 avec Rhoda Metraux.

Margaret Mead est la fille aînée des cinq enfants d'un professeur d'économie et d'une enseignante qui a quitté son métier au moment de son mariage (Geertz 1989, p. 330). Elle entre d'abord à l'université DePauw, qu'elle quitte au bout d'un an pour étudier la psychologie pendant deux ans à l'université Barnard. Elle est reçue ensuite en 1923 à l'Université Columbia dans le département d'anthropologie dirigé par Franz Boas et Ruth Benedict. En 1929, elle obtient un doctorat à l'université Columbia. Son mémoire de thèse est une recherche sur la stabilité de la culture en Polynésie, basée sur les publications disponibles.
Elle épouse en 1923 Luther Cressman, étudiant en théologie. Elle en divorce en 1928 pour épouser l'anthropologue néo-zélandais Reo Fortune qui l'accompagne dans ses voyages jusqu'à leur divorce en 1935. En 1936, elle épouse l'anthropologue Gregory Bateson rencontré chez les Chambulis. En 1939, naît la fille de Margaret Mead et Gregory Bateson, Mary Catherine Bateson Kassarjian.

### Sur le terrain
Dès 1925, elle part à Samoa (sur Ta‘ū), seule, à 23 ans, malgré les craintes de ses amis et de Boas, qui lui conseillaient d'effectuer sa première enquête de terrain en Amérique. Elle y reste entre 5 et 9 mois,. En 1926, elle rejoint l'American Museum of Natural History de New York. Elle retourne en 1928—1929 à Manus dans les Îles de l'Amirauté pendant huit mois, dont elle tirera un livre populaire Growing Up in New Guinea (1930) et une étude technique Kinship in the Admiralty Islands (1934).
En 1928, elle produit le livre controversé Adolescence à Samoa et la monographie technique The Social Organization of Manu'a (1930). En 1930 elle fait une saison d'été chez les Indiens Omaha ; l'étude qui en sort en 1932 aura peu d'impact ; elle part pour la Nouvelle-Guinée où elle s'intéresse à trois groupes, les Chambuli, les Mundugumor et les Arapesh, avec un point de vue comparatiste. Arrivée en décembre 1931, elle rentre aux États-Unis au printemps 1933, et produit le livre Sex and Temperament in Three Primitive Societies (1935), ainsi que The Mountain Arapesh publié en quatre parties de 1938 à 1949. Selon Clifford Geertz, le premier est un livre « pour le grand public, militant et controversé », tandis que le second est « destiné aux anthropologues, structuré et peu remarqué ».
De mars 1936 à mars 1938, plus six semaines en 1939, elle travaille à Bali, dont elle produit, avec son mari l'anthropologue Gregory Bateson, son ouvrage le plus remarqué, Balinese Character: a Photographic Analysis (1942), ainsi qu'un film, Transe and Dance in Bali. En 1953, elle retourne pour six mois à Manus, et écrit New Lives for Old : Cultural Transformation — Manus 1928—1953 (1956).

### Carrière aux États-Unis

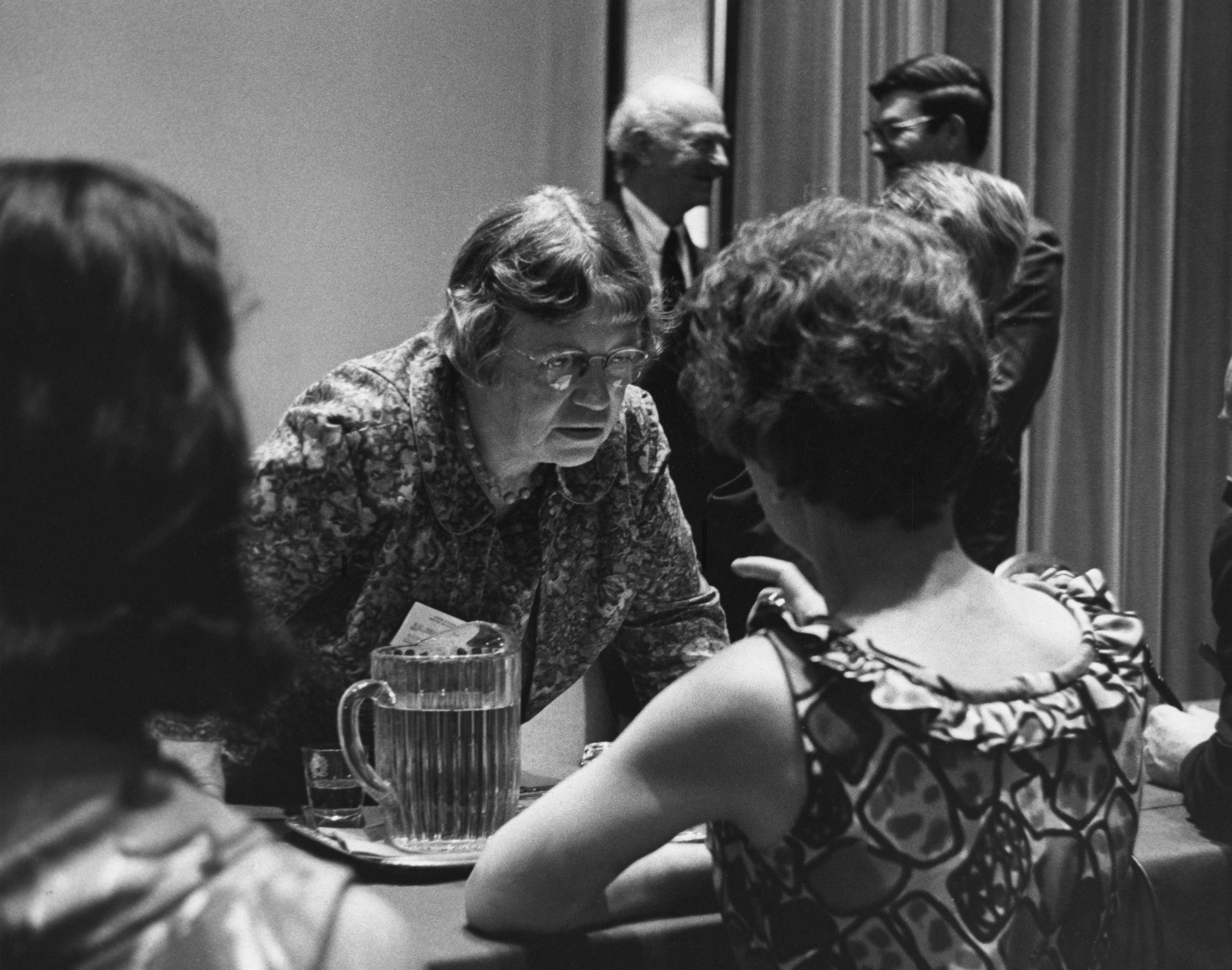
Margaret Mead à l'Académie des sciences de New York, 1968.

En dehors de courtes visites à ses sites d'enquête, Margaret Mead aura passé presque six ans de recherches sur le terrain dans six cultures néolithiques, et une technologiquement plus avancée, Bali, situées dans le Pacifique Sud (à l'exception des Omaha). En parallèle, elle poursuit sa carrière au musée d'histoire naturelle de New York, d'assistante-conservateur en 1926 à conservatrice en 1964 et conservatrice émérite en 1969.
Au musée, elle réunit des objets, organise des expositions et des films, recueille des fonds (et en donne), et crée la salle des Peuples du Pacifique, ouverte en 1971. Dans les années 1930, elle travaille avec le psychiatre et psychanalyste Harry Stack Sullivan. Avant de devenir professeur-adjoint à Columbia en 1954, elle enseigne dans de nombreuses universités, tout en participant comme chercheure associée au département d'anthropologie de Columbia. Elle y a parfois remplacé Ruth Benedict, avec une influence notoire, et parfois tumultueuse, sur les carrières de femmes plus jeunes qui arrivent dans le département, comme Zora Neale Hurston ou Ruth Landes. Pendant la Seconde Guerre mondiale, elle dirige un programme d'étude anthropologiques, basé sur des entretiens avec des expatriés, sur les cultures européennes. Elle développe une notion de caractère national d'où sortiront Soviet Attitudes Towards Authority (1951) et  Themes in French Culture, écrit avec Rhoda Métraux (1954).

### Engagement
Margaret Mead fut aussi une conférencière et une organisatrice inlassable, dans une foule d'organisations. Elle fut en particulier présidente de la Société américaine pour l'Anthropologie Appliquée (1949), de l'American Anthropological Association (1960), et de l'American Association for the Advancement of Science (1975).

#### Ingénierie sociale
Proche de Roosevelt, elle fait partie du Comité sur le sentiment national créé en 1940 pour infléchir la communication gouvernementale en matière d'information de guerre.
De 1942 à 1949, elle participa aux rencontres interdisciplinaires connues sous le nom de conférences Macy qui réunit ingénieurs, biologistes, psychologues et anthropologues pour examiner les « mécanismes de contre-réaction et causalité circulaire dans les systèmes biologiques et sociaux ».

#### Christianisme
De religion anglicane, membre de l'église épiscopalienne des États-Unis, Margaret Mead participe à la rédaction du nouveau livre de prières édité en 1979.
En 1949, elle déclare à l'appartement de Clemens Heller rue Vaneau à Paris : « Un petit groupe de citoyens engagés et réfléchis est capable de changer le monde. D'ailleurs rien d'autre n'y est jamais parvenu ». Cette citation, éditée en affiche, devient un élément marquant de la personnalité publique de Margaret Mead.

#### Bisexualité
Dès les années 1950, elle est adoptée par les communautés LGBT américaines pour ses travaux, car ses études sur la variété et la fluidité des expériences sexuelles dans d'autres cultures donnaient un fondement scientifique à leurs critiques de la société puritaine et hétérocentrée. Dans un article de 1975, Margaret Mead écrit que « le temps est venu, je crois, où nous devons reconnaître la bisexualité comme une forme normale de comportement humain. » Elle prend également parti pour l'hypothèse de la bisexualité innée, notant qu'« un grand nombre d'êtres humains – probablement la majorité – sont bisexuels en ce qui concerne leur capacité à éprouver des sentiments amoureux. » Margaret Mead est elle-même bisexuelle, mais cet aspect de sa personnalité ne sera dévoilé qu'en 1984, par sa fille.

#### Réchauffement climatique
Cette section ne s'appuie pas, ou pas assez, sur des sources secondaires ou tertiaires indépendantes du sujet.

Pour l'améliorer, ajoutez-en, ou placez des modèles {{Source secondaire souhaitée}} ou {{Source secondaire nécessaire}} sur les passages mal sourcés. (mars 2024)
Après avoir assisté en 1974 à Bucarest à la conférence de l'ONU sur la surpopulation, dont elle rend compte la même année dans un article publié dans le magazine Science, Margaret Mead organise du 26 au 29 octobre 1975 en Caroline du Nord avec le parrainage de deux agences du U.S. National Institutes of Health et avec la participation de Stephen Schneider, George Woodwell, James Lovelock, George Holdren, William Kellogg, une conférence intitulée « L’Atmosphère : menacée et menaçante » , dans laquelle elle alerte l'opinion mondiale sur le fait que les émissions anthropiques de gaz carbonique augmentent massivement en raison de la surpopulation humaine et que cela provoque un réchauffement global de la Terre, ce qui fait d'elle une des premières militantes contre le réchauffement climatique.

### Hommages
Margaret Mead meurt des suites d'un cancer, le 15 novembre 1978. 
- Elle fait alors la une du New York Times[11].
- Elle reçoit la médaille présidentielle de la Liberté à titre posthume en 1979.
- Elle est inscrite au National Women's Hall of Fame.

## Contribution à l'anthropologie

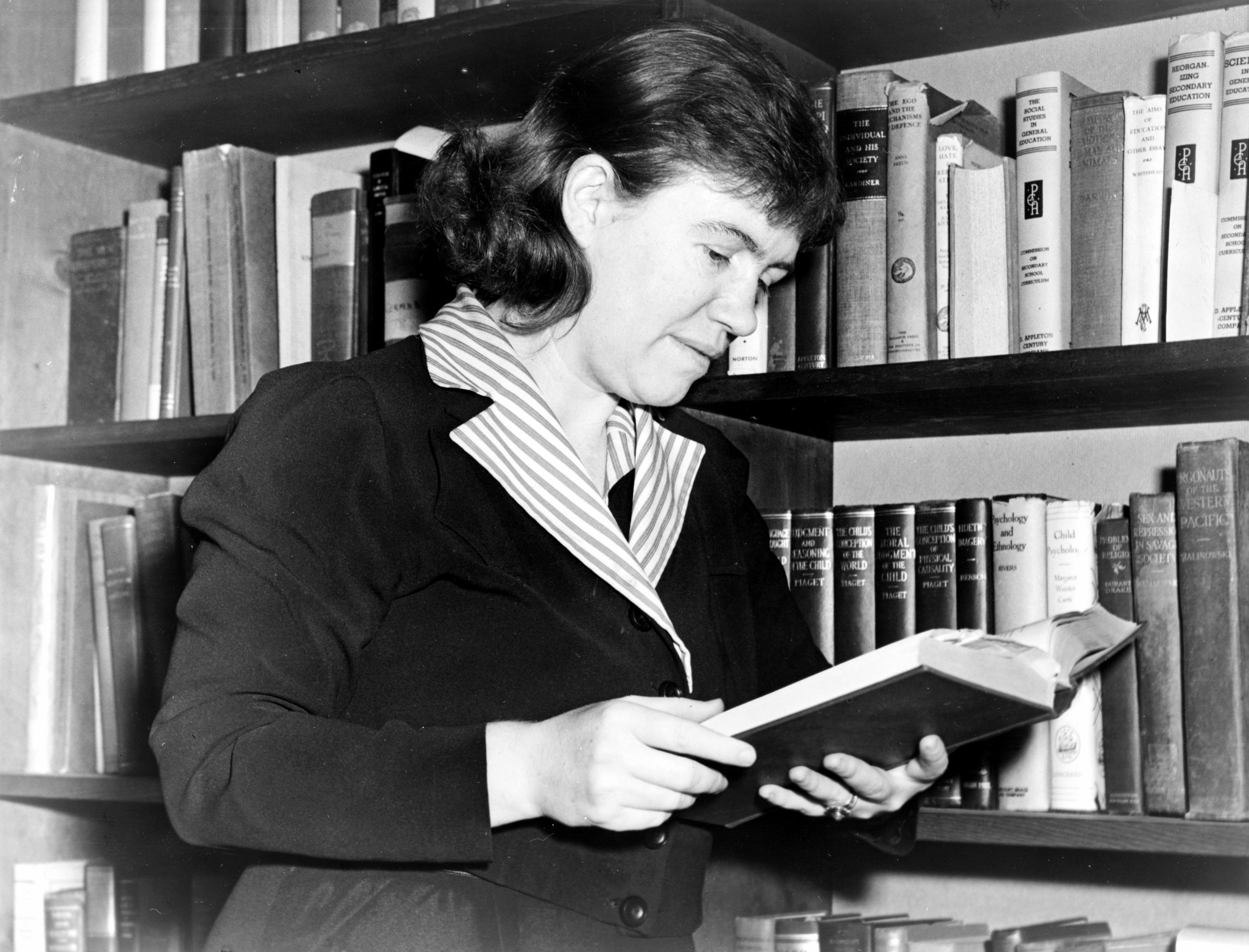
Mead, ca. 1950.

Connue pour être très engagée, Margaret Mead participe activement à définir le concept de « cultural patterns » (modèles culturels) et à promouvoir la dimension humaniste de l'anthropologie[réf. nécessaire].
Dans Trois Sociétés primitives de Nouvelle-Guinée (1935), qui s'inscrit dans le courant culturaliste, elle montre comment les civilisations modifient les caractères et la psychologie humaines, affirmant que toutes sont égales. Elle se situe dès lors à rebours de la pensée politique traditionnelle en ne plaçant pas la civilisation occidentale au sommet de l'humanité (ce qui permettait de justifier la colonisation) ou encore en déconstruisant la prétendue supériorité masculine, en remettant en cause les caractères masculins et féminins jusque là considérés comme naturels. Dans ses travaux, l'éducation est vue comme la base de toute société. Sa pensée nourrira les mouvements féministes, de libération sexuelle et anticoloniaux.
La production de Margaret Mead, extrêmement fournie, est inégale. Dans la biographie qu'il rédige en 1989 pour l'Académie américaine des sciences, Clifford Geertz écrit : « Une partie est évidemment hâtive, mal pensée, négligemment argumentée, et même irresponsable. Une partie est routinière, banale, dans le meilleur des cas conjoncturelle, dans le pire pur remplissage. Une partie était professionnelle, soigneuse, une contribution modeste, mais véritable au savoir. Et une partie était extraordinairement bonne, révolutionnaire au moment où elle fut écrite et encore aujourd'hui. » Cette inégalité explique sans doute les réactions extrêmement contrastées qu'elle a suscitées.
La contribution de Mead se divise en quatre grands secteurs :
- l'anthropologie psychologique ;
- l'anthropologie appliquée ;
- la méthode ethnographique ;
- les études sur la famille, l'éducation, et les rôles sexués, qu'on appellerait aujourd'hui les études de genre.

### Anthropologie psychologique
Son travail se répartit en trois phases qui se succèdent progressivement :
1. une attaque sur les vérités admises sur les étapes de l'éducation et du développement des enfants et adolescents ;
2. les études sur la culture et la personnalité, où elle cherche à relier des traits culturels, comme la moquerie, à des tendances psychologiques, comme la réserve ;
3. les études sur le caractère national, où elle caractérise en termes psychologiques des sociétés entières.

Dans la première, elle souffre d'une propension à pousser exagérément une thèse, dans la seconde, d'une conception plutôt mécanique de la relation entre socialisation enfantine et le caractère de l'adulte, et dans la troisième un certain excès d'ambition. Ces trois phases réunies ont cependant formé, pour Geertz, les fondations de pratiquement tous les travaux ultérieurs sur les Manus, les Balinais, et les Américains.

### Anthropologie appliquée
Margaret Mead se montre déterminée à faire de l'anthropologie une science utile à la satisfaction de besoins humains. Elle s'engage dans de nombreuses activités politiques, comme le secrétariat exécutif du Comité sur les habitudes alimentaires du Conseil national de la recherche pendant la Seconde Guerre mondiale. Ce comité mis en place en décembre 1940, après l'attaque de Perl-Harbour s’inscrit dans une politique de préparation à la guerre, il gère un appel d'offres de recherche pluri annuel centré sur une question d'importance stratégique : comment changer les habitudes alimentaires ? Fin 1941, Carl Guthe (université du Michigan), prend la présidence du comité et appelle Margaret Mead à ses côtés. Elle publie à cette occasion, en collaboration avec lui, un Manuel d’enquête alimentaire. La définition proposée des habitudes alimentaires (food habits) illustre la posture culturaliste. C'est dans le cadre de cet appel d’offres que Kurt Lewin réalise sa célèbre étude sur les abats qui fait suite à celle sur la consommation du lait (Lewin, 1943), au cours de laquelle les concepts de gate keeper et de pression de conformité ont été élaborés. Parmi les chercheurs impliqués dans l'appel d'offres se trouvent également Alex Bavelas ou encore Leon Festinger.
La réponse aux problèmes américains de l'heure imprègne tout son travail et en détermine la réponse fondamentale. Elle intervient sur presque tous les sujets, où elle a souvent quelque chose de brillamment provoquant à dire, et ses déclarations font d'elle l'anthropologue la plus notoire de son siècle.

### Méthode ethnographique

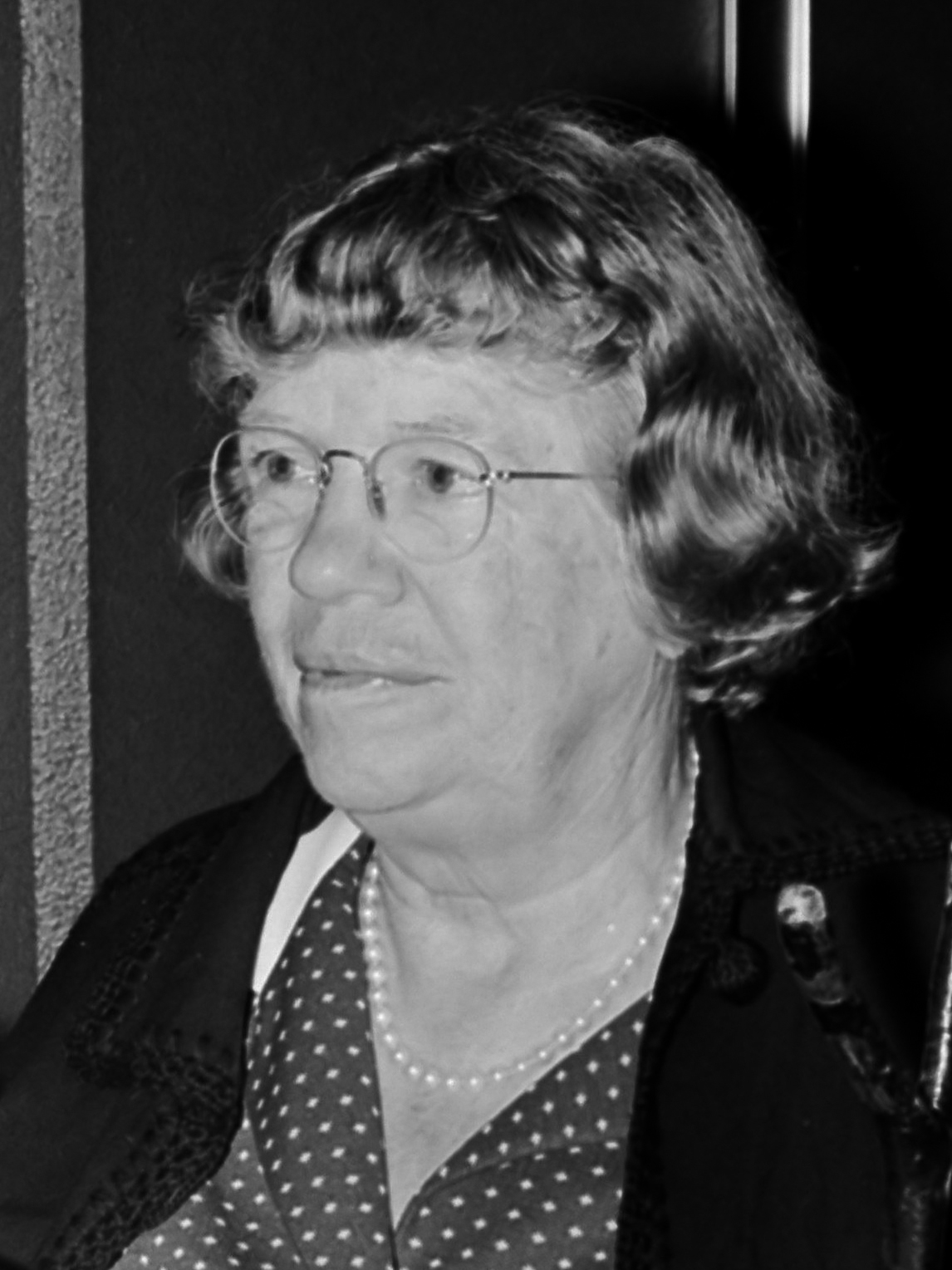
Margaret Mead en 1972

La hardiesse des formulations de Margaret Mead et son option fondamentale de mélanger les approches psychologiques et anthropologiques, attirent rapidement les critiques. Elle est caractérisée comme impressionniste, intuitive, subjective, et non-scientifique. Cependant, déterminée à faire de l'anthropologie une science comme les autres, elle entreprend d'exposer et de justifier ses procédures d'investigation, et rend publics, à sa mort, tous ses dossiers déposés à la Bibliothèque du Congrès. Ces documents montrent une variété de méthodes, dont certaines, comme l'usage de la photographie et du film, sont relativement nouvelles dans sa spécialité, sans forcément convaincre.

### Questions de genre
Plus encore que ses autres domaines d'intervention, les questions concernant l'éducation, les droits des femmes, la sexualité engagent personnellement Margaret Mead, ses propres expériences familiales et affectives, particulièrement sa relation intime avec l'anthropologue Ruth Benedict. Son engagement personnel dans ces questions teinte ses investigations de la sexualité des jeunes filles de Samoa, de la dominance maritale des femmes Chambuli ou de l'inconsistance émotionnelle des mères balinaises.
Le mouvement féministe américain renaissant après la Seconde Guerre mondiale la considéra de diverses manières. La plupart des questions qu'elle aborde, en effet, ne font pas l'accord dans le mouvement. Elle insiste davantage sur la différence des genres que sur leur égalité, et sur l'accomplissement personnel, plutôt que sur la revendication professionnelle. Selon plusieurs commentateurs, elle assume, dans sa vie académique, le rôle d'un homme, « exigeant la dépendance et le contrôle ».

## La controverse autour deAdolescence à Samoa
Margaret Mead publie en 1928 Adolescence à Samoa, qui devient un véritable best-seller vendu à plusieurs millions d'exemplaires dans le monde entier, et publié en édition de poche dans les années 1960. Des objections s'élèvent dès l'après-guerre. Des ethnologues ayant travaillé à Samoa ou Samoans critiquent l'ouvrage sans se faire entendre.
En 1983, l'anthropologue néo-zélandais Derek Freeman, publie Margaret Mead and Samoa: The Making and Unmaking of an Anthropological Myth, dans lequel il réfute les principales conclusions de Mead à propos de la sexualité au sein de la société samoane. L'Association Anthropologique Américaine, que Margaret a présidée en 1960, vote alors une motion considérant l'ouvrage critique de Freeman comme « mal écrit, pas scientifique, irresponsable et trompeur. » La dispute Mead-Freeman devient une controverse universitaire majeure. L'ouvrage de Margaret Mead est défendu aussi par les partisans du libéralisme sexuel ou du freudo-marxisme.
L'ethnologue français Serge Tcherkézoff retracera l'historique et les enjeux de cette polémique dans un ouvrage publié en 2001 sous le titre : Le mythe occidental de la sexualité polynésienne. Il conclut que « la renommée acquise par le livre de Mead découle d'un malentendu inauguré un siècle et demi auparavant » et que le « mythe occidental sur la Polynésie », illustré dès les Supplément au voyage de Cook et Supplément au Voyage de Bougainville était la cause profonde de l'erreur de Mead aussi bien que de son succès, et que cela expliquait la vigueur avec laquelle de nombreux collègues l'ont défendue après sa mort.

## Œuvres

### Années 1920
- 1928(a) : (en) Coming of Age in Samoa. A Psychological Study of Primitive Youth For Western Civilisation. Penguin paperback 1966.
- 1928(b) : (en) An Inquiry into the question of cultural stability in Polynesia, New York, Columbia UP.

### Années 1930
- 1930(a) : (en) « Social organization of the Manu'a » Bernice P. Bishop museum bulletin, n° 76, réédité 1974 Kraus reprint.
- 1930(b) : Growing up in New Guinea
- 1932 : (en) The changing culture of an indian tribe (ed. facsim. New York : AMS press, 1969)
- 1934(a) : (en) « Tamberans and Tumbuans in New-Guinea », Natural History, vol. XXXIV, n° 3, Mai-Juin 1934 pp. 234-246.
- 1934(b) : (en) Kinship in the Admiralty Islands, Anthropological papers of the American Museum of Natural History ; v. 34, pt. 2.
- 1935 : (en) Sex and temperament in three primitive societies William Morrow and co. Réédition: perennial, 2001,  (ISBN 0-06-093495-6)
- 1938-1947 : (en) The mountain Arapesh. Part I, An importing culture, 1938, Part II, Supernaturalism, 1940, Part III, Socio-economic life, Part IV, Diary of events in Alitoa, 1947  Anthropological papers of the American museum of natural history.

### Années 1940
- 1942 : (en) And Keep Your Powder Dry : An Anthropologist Looks At America.
- 1949 : (en) Male and Female. A Study of Sexes in a Changing World.

### Années 1950
- 1951(a) : (en) The School in American Culture.
- 1951(b) :  (en) Soviet attitudes toward authority : an interdisciplinary approach to problems of Soviet character, Greenwood press
- 1972 : (en) Cultural Patterns and technical change. A manual prepared by the Word federation for mental health, publié par Margaret Mead, United Nations (UNESCO), 1953
- 1954 : avec Rhoda Métraux (en) Themes in French culture : a preface to a study of French community, Stanford : Hoover Institute and Library on war, revolution and peace : Stanford University Press, 1954.
- 1956 : (en) New lives for old : cultural transformation — Manus, 1928-1953.

### Années 1960
- 1965 : avec Ken Heyman, (en)Family, The Macmillan Company, New York.
- 1968(a) : avec Paul Byers  (en) The small conference : an innovation in communication, Paris : Mouton.
- 1968(b) : (en) Continuities in cultural evolution, New Haven : Yale university press,

### Années 1970
- 1971 : (en) A rap on race, dialogue with James Baldwin ; Michael Joseph.
- 1970: (en) Culture and Commitment :  the new relationships between the generations in the 1970, Doubleday for the American museum of natural history;  Columbia U.P. 1978
- 1972(a) : (en) Blackberry Winter : My Earlier Years.
- 1972(b) : (en) Twentieth century faith : hope and survival, New York ; San Francisco ; London : Harper and Row
- 1974 : (en) Ruth Benedict, Columbia UP
- 1975 : (en) « Sex differences : innate, learned, or situational ? » Quart. Congr. XXXII/4. 1975. 261-267
- 1977 : (en) Letters from the field, 925-1975, Harper and Row

### Années 2000
- 2004 : (en) Studying contemporary Western society : method and theory, Oxford : Berghahn.

### Traductions françaises
- 1957 : avec Rhoda Métraux, Thèmes de « culture » de la France, traduit par Yvonne-Delphée Miroglio de Themes in French culture, suivi de réactions critiques de André Siegfried, Charles Baudoin, etc., Institut havrais de sociologie économique et de psychologie des peuples.1963
- 1963 : Margaret Mead (trad. Georges Chevassus), Mœurs et sexualité en Océanie, Paris, Terre Humaine, 1963 (ISBN 2-266-11230-9), traduit de Sex and temperament in three primitive societies et Coming of Age in Samoa, complété par des notes méthodologiques.
- 1966 : L'un et l'autre sexe. Les rôles d'homme et de femme dans la société, Paris, Denoël-Gonthier, traduit par Claudia Ancelot et Henriette Etienne de Male and Female.
- 1968 : avec Muriel Brown, La Société engagée, traduit par Claire Bostsarron de The Wagon and the star : a study of American community initiative, Paris, Nouveaux horizons, 1968.
- 1971 : L'Anthropologie comme science humaine, Payot, traduit par Élisabeth Le Quéré de Anthropology, a human science.
- 1971 : Le Fossé des générations, traduit par Jean Clairevoye, Paris, Denoël-Gonthier. 2e éd. augm. 1979.
- 1971 : Le Racisme en question, préface de  Roger Bastide, Paris, Calman-Lévy, traduit de A rap on race.
- 1972 : Adolescence à Samoa, Paris, Plon (réédition d'une version de 1928).
- 1973 : Une éducation en Nouvelle-Guinée. Paris, Payot, traduit par Alain Gazio de Growing Up in New Guinea.
- 1977 : Du givre sur les ronces, traduit de Blackberry Winter.
- 1980 : Écrits sur le vif. Lettres 1925-1975, Paris, Denoël-Gonthier, traduit de Letters from the field.
- 1982 : avec Rhoda Métraux, Aspects du présent, traduit par Jeanne Faure-Cousin de Aspects of the present, Paris, Denoël-Gonthier,